# Glyptograpsidae
Famille
Les Glyptograpsidae sont une famille de crabes du groupe des Grapsoidea. Ces espèces se rencontrent en Amérique tropicale.

## Liste des genres
Selon World Register of Marine Species (16 décembre 2014) :
- genre Glyptograpsus Smith, 1870 - genre type de la famille
- genre Platychirograpsus de Man, 1896

## Étymologie
Bien que les auteurs ne précisent pas l'origine du nom Glyptograpsidae, on peut penser qu'il fait référence à la profonde rainure présente sur le céphalothorax par le préfixe en grec ancien γλυπτός, gluptós, « gravé». Cette famille serait donc proche de celle des Grapsidae en s'en différenciant par cette particularité. 

## Publication originale
- Schubart, Cuesta & Felder, 2002 : Glyptograpsidae, a new brachyuran family from Central America: larval and adult morphology, and a molecular phylogeny of the Grapsoidea. Journal of Crustacean Biology, vol. 22, n. 1, pp. 28–44 (texte intégral).